# ICO France
 (mai 2025).
L’ICO-France est l'antenne française de la International Combat Organisation (ICO)  -  sports de combat et arts martiaux. 

L’ICO-France est née en 2010, sous l’impulsion du Français Thierry Muccini (Cadre technique, ancien athlète élite et entraîneur) et d’Alain Delmas (Président de fédération nationale, ancien athlète élite et professeur d’EPS en université)
 
L’ICO-France fonctionnera, en collaboration de la WKA-France et de l’ISKA-France, dans la fédération française de full-contact et disciplines associées (FFFCDA), d’abord au sein de la « Commission nationale des arts pugilistiques (CNAP) » puis en 2012, dans le « comité national de low-kick » (CNLK) et enfin en 2013, dans le « comité national de kick-boxing » (CNKB). En 2019, le CNKB devient la Fédération de sports de combat (FSC).

## Historique
En début de saison 2008-2009, à la suite de la « crise sportive » qui traverse les boxes pieds-poings avec l’arrivée d’une nouvelle structure imposée par le ministère (la « fédération française de sports de contact / FFSCDA » devenue en 2015, la FFKMDA), les deux organes, la WKA-France et l’ISKA-France, rejoignent la de la Fédération (Française) de Full-Contact (FFFCDA) dans le cadre de la « Commission pugilistique (COMPUG), président : Alain Delmas.

En début de la saison 2010-2011, l'ISKA-France quitte la CNAP à la suite d'une décision collective des fédérations européennes adhérentes à l’ISKA-Monde lors du Mondial amateur ISKA à Alicante (Espagne). Dans le même temps, l’antenne française de la World Kickboxing Federation (WKF-France) rejoint la WKA-France au sein de la CNAP, représentant : Thierry Muccini. 

En 2010, l’antenne française de l’International Combat Organisation (ICO-France) rejoint la CNAP de la FFFCDA. 

En 2012, le CNAP devient le « Comité National de Low-kick » (CNLK) de la FFFCDA - Président : Alain Delmas - et organise le Mondial ICO à l’approche du site d’Eurodisney de Marne-la-Vallée avec plusieurs dizaines de pays et milliers de participants. 

En 2014, le CNLK devient le « Comité National de Kick-Boxing (CNKB) de la FFFCDA », président : Thierry Muccini. A la même époque la Fédération de Full Contact devient la Fédération de Fighting Full contact kickboxing et disciplines associées (FFFCKDA).

En 2015, CNKB, se sépare de la FFFCKDA pour reprendre son autonomie dans le CNKB-France, président : Thierry Muccini.

En 2019, le CNKB-France devient la Fédération de Sports de Combat (FSC), président : Thierry Muccini.
Sigles :
- FSC : Fédération de sports de combat -France – président : Thierry Muccini et directeur technique fédéral : Alain Delmas.
- FFFCDA : Fédération française de full-contact née en 1978 - devenue en 2014 la Fédération de fighting full-contact kickboxing et disciplines associées (FFFCKDA)
- CNKB : Au départ en 2002, dénommé « WKA-France » puis devenu le Comité national de kick-boxing en 2013, et représentant la plus ancienne fédération internationale de kickboxing, la W.K.A. et rattaché en tant que Comité national jusqu’en fin de saison 2013-2014 à la FFFCKDA. Devient en 2019, la FSC, Fédération de Sports de Combat (et Arts Martiaux)
- FFKMDA : Fédération française de kick boxing, muaythaï et pancrace née en 2008, et dénommée jusqu’en 2015, fédération française de sports de contact (FFSCDA).